# Chevalier errant (roman)
Pour les articles homonymes, voir chevalier errant (homonymie).
Chevalier errant (titre original : Knight Errant) est un roman de science-fiction de John Jackson Miller s'inscrivant dans l'univers étendu de Star Wars. Publié aux États-Unis par Del Rey Books en 2011, puis traduit en français et publié par les éditions Pocket en 2020,, il se déroule mille trente-deux ans avant la bataille de Yavin.